# KRL FC
KRL FC（英: KRL FC）は、パキスタンのパンジャーブ州ラーワルピンディーを本拠地とするサッカークラブである。パキスタン・プレミアリーグに所属する。

## 概要
KRLとは、ハーン・リサーチ・ラボラトリー(英: Khan Research Laboratories、英語版の記事)の略称で、1995年に設立された。
パキスタン・プレミアリーグでは2009年に優勝し、AFCプレジデンツカップにも2010年に出場している。

## 獲得タイトル

### 国内タイトル
- パキスタン・プレミアリーグ：5回
  - 2009, 2011, 2013, 2014, 2019
- パキスタン・ナショナル・フットボール・チャレンジカップ：2回
  - 2009, 2010

## 歴代所属選手
- サルフラズ・ラスール（英語版） 1999-2007
- サマル・イシャク（英語版） 2003-
- カリーム・ウラー 2009-2014